# Olympische Sommerspiele 2004/Teilnehmer (Österreich)
| Gelbes Symbol für Goldmedaillen mit stilisierten Olympischen Ringen | Graues Symbol für Silbermedaillen mit stilisierten Olympischen Ringen | Braundes Symbol für Bronzemedaillen mit stilisierten Olympischen Ringen |
| ------------------------------------------------------------------- | --------------------------------------------------------------------- | ----------------------------------------------------------------------- |
| 2                                                                   | 4                                                                     | 1                                                                       |

Österreich nahm an den Olympischen Sommerspielen 2004 in der griechischen Hauptstadt Athen mit 74 Sportlern, 20 Frauen und 54 Männern, teil.
Das Österreichische Olympische Comité (ÖOC) hatte die Sportler am 20. Juli 2004 für die Spiele nominiert. Am 3. August wurden sie von Bundespräsident Heinz Fischer vereidigt; in der Gelöbnisformel war erstmals auch die Dopingfreiheit enthalten.
Seit 1896 war es die 24. Teilnahme Österreichs bei Olympischen Sommerspielen.

## Flaggenträger
Der Segler Roman Hagara trug die Flagge Österreichs während der Eröffnungsfeier im Olympiastadion.

## Medaillen
Mit zwei gewonnenen Gold-, vier Silber- und einer Bronzemedaille belegte das österreichische Team Platz 27 im Medaillenspiegel.

### Gold
| Name/n                               | Sportart  | Wettkampf |
| ------------------------------------ | --------- | --------- |
| Kate Allen                           | Triathlon | Einzel    |
| Roman Hagara & Hans-Peter Steinacher | Segeln    | Tornado   |

### Silber
| Name             | Sportart  | Wettkampf    |
| ---------------- | --------- | ------------ |
| Andreas Geritzer | Segeln    | Laser        |
| Claudia Heill    | Judo      | bis 63 kg    |
| Markus Rogan     | Schwimmen | 100 m Rücken |
| Markus Rogan     | Schwimmen | 200 m Rücken |

### Bronze
| Name             | Sportart | Wettkampf                            |
| ---------------- | -------- | ------------------------------------ |
| Christian Planer | Schießen | Kleinkaliber Dreistellungskampf 50 m |

## Teilnehmer nach Sportarten
Jüngste Teilnehmerin Österreichs war mit 18 Jahren und 129 Tagen die Schwimmerin Mirna Jukić, ältester Teilnehmer der Vielseitigkeitsreiter Harald Riedl (42 Jahre 363 Tage).

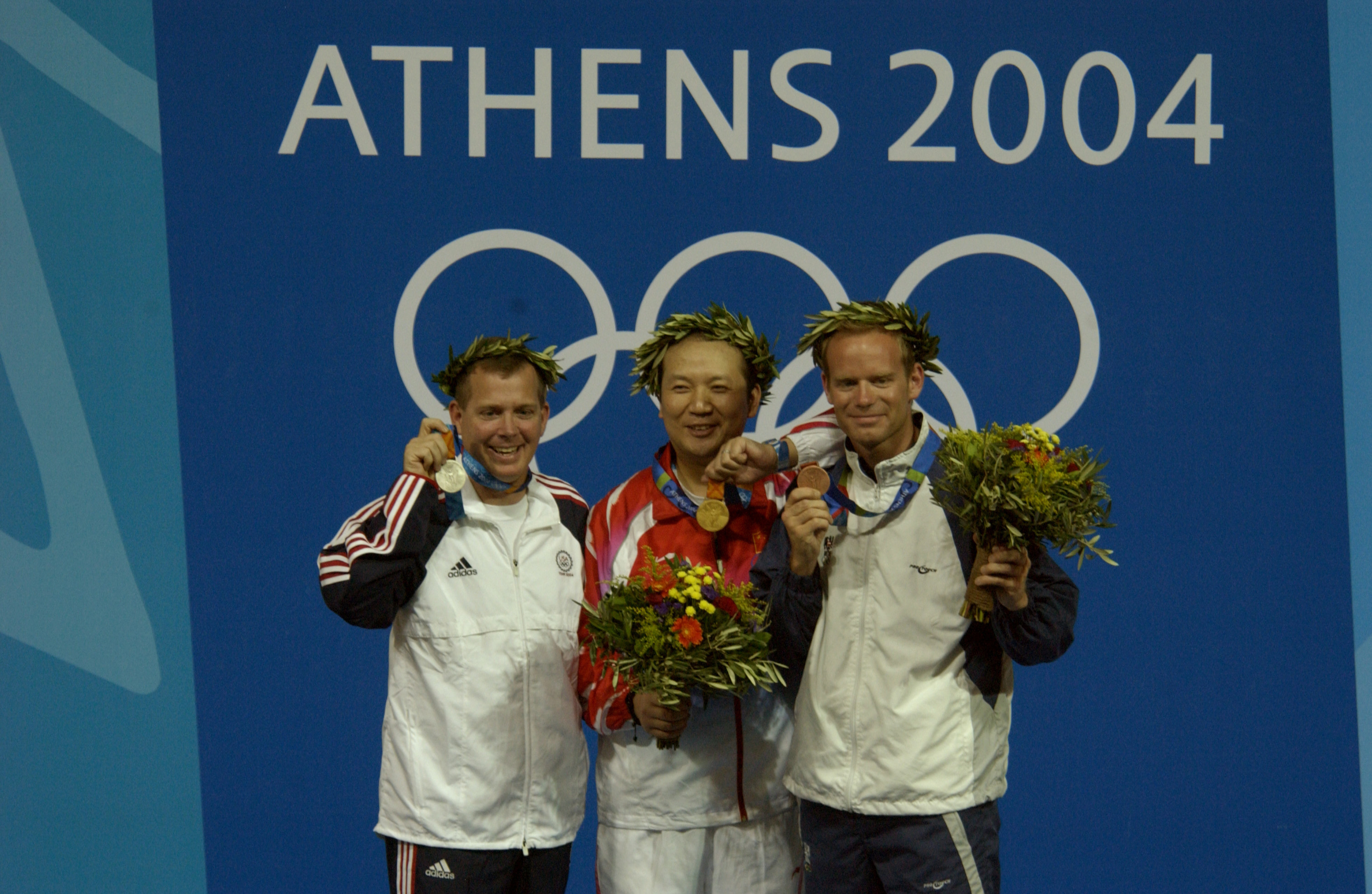
Christian Planer (rechts) bei der Siegerehrung im KK Dreistellungskampf 50 m

| Sportart        | Name                                                                     | Disziplinen                              |
| --------------- | ------------------------------------------------------------------------ | ---------------------------------------- |
| Beachvolleyball | Nik Berger/Florian Gosch1; Robert Nowotny/Peter Gartmayer                | Beachvolleyball Herren                   |
| Fechten         | Christoph Marik                                                          | Degen                                    |
| Fechten         | Roland Schlosser                                                         | Florett                                  |
| Gewichtheben    | Matthias Steiner                                                         | bis 105 kg                               |
| Judo            | Claudia Heill                                                            | bis 63 kg                                |
| Judo            | Ludwig Paischer                                                          | bis 60 kg                                |
| Kanu            | Helmut Oblinger                                                          | Wildwasser Herren                        |
| Kanu            | Violetta Oblinger-Peters                                                 | Wildwasser Damen                         |
| Leichtathletik  | Michael Buchleitner                                                      | Marathon                                 |
| Leichtathletik  | Karin Mayr-Krifka                                                        | 100 m, 200 m                             |
| Leichtathletik  | Bettina Müller                                                           | 100 m                                    |
| Leichtathletik  | Martin Pröll                                                             | 3000 m Hindernis                         |
| Leichtathletik  | Roland Schwarzl                                                          | Zehnkampf                                |
| Leichtathletik  | Günther Weidlinger                                                       | 5000 m                                   |
| Radsport        | Roland Garber                                                            | Madison                                  |
| Radsport        | Franz Stocher                                                            | Punktefahren, Madison                    |
| Radsport        | Bärbel Jungmeier                                                         | Mountainbike Damen                       |
| Radsport        | Christoph Soukup; Michael Weiss                                          | Mountainbike Herren                      |
| Radsport        | Christiane Soeder                                                        | Straße Damen                             |
| Radsport        | Bernhard Eisel; Gerrit Glomser; Georg Totschnig; Gerhard Trampusch       | Straße Herren                            |
| Reiten          | Fritz Gaulhofer; Peter Gmoser; Victoria Max-Theurer; Nina Stadlinger     | Dressur                                  |
| Reiten          | Harald Ambros; Margit Appelt; Harald Riedl; Harald Siegl; Andreas Zehrer | Vielseitigkeit                           |
| Ringen          | Lubos Cikel                                                              | Herren bis 60 kg                         |
| Ringen          | Radovan Valach                                                           | Herren bis 96 kg                         |
| Ringen          | Marina Gastl                                                             | Damen bis 72 kg                          |
| Rudern          | Raphael Hartl                                                            | Einer                                    |
| Rudern          | Juliusz Madecki/Sebastian Sageder Wolfgang Sigl/Bernd Wakolbinger        | Leichtgewichts-Vierer ohne               |
| Schießen        | Monika Haselsberger                                                      | Luftgewehr                               |
| Schießen        | Thomas Farnik; Christian Planer                                          | Kleinkaliber-Dreistellung und Luftgewehr |
| Schießen        | Mario Knögler; Wolfram Waibel junior                                     | Kleinkaliber liegend                     |
| Schwimmen       | Judith Draxler                                                           | 50 m Freistil, 100 m Freistil            |
| Schwimmen       | Mirna Jukić                                                              | 100 m Brust, 200 m Brust                 |
| Schwimmen       | Dominik Koll                                                             | 200 m Freistil                           |
| Schwimmen       | Maxim Podoprigora                                                        | 100 m Brust, 200 m Brust                 |
| Schwimmen       | Markus Rogan                                                             | 100 m Rücken, 200 m Rücken               |
| Schwimmen       | Petra Zahrl                                                              | 200 m Schmetterling                      |
| Segeln          | Andreas Geritzer                                                         | Laser                                    |
| Segeln          | Roman Hagara/Hans-Peter Steinacher                                       | Tornado                                  |
| Segeln          | Hans Spitzauer/Andreas Hanakamp                                          | Star                                     |
| Segeln          | Nico Delle Karth/Niko Resch                                              | 49er                                     |
| Taekwondo       | Nevena Lukic                                                             | bis 49 kg                                |
| Taekwondo       | Tuncay Çalışkan                                                          | bis 68 kg                                |
| Tennis          | Jürgen Melzer                                                            | Einzel                                   |
| Tischtennis     | Chen Weixing; Liu Jia; Werner Schlager                                   | Einzel                                   |
| Tischtennis     | Karl Jindrak/Werner Schlager                                             | Doppel                                   |
| Triathlon       | Kate Allen ; Eva Bramböck                                                | Damen                                    |
| Triathlon       | Norbert Domnik                                                           | Herren                                   |
| Wasserspringen  | Marion Reiff; Anja Richter                                               | Turm Damen                               |

1Der ursprünglich gemeldete Clemens Doppler musste verletzungsbedingt bereits vor Beginn der Olympischen Spiele absagen.
Zusätzlich wurden für die Mannschaftsbewerbe folgende Ersatzleute nominiert:
- Uwe Daxböck (Rudern/Vierer)
- Andrea Graus, Harald Morscher und Peter Wrolich (Radsport/Straße)